# Isla de Santo Antão

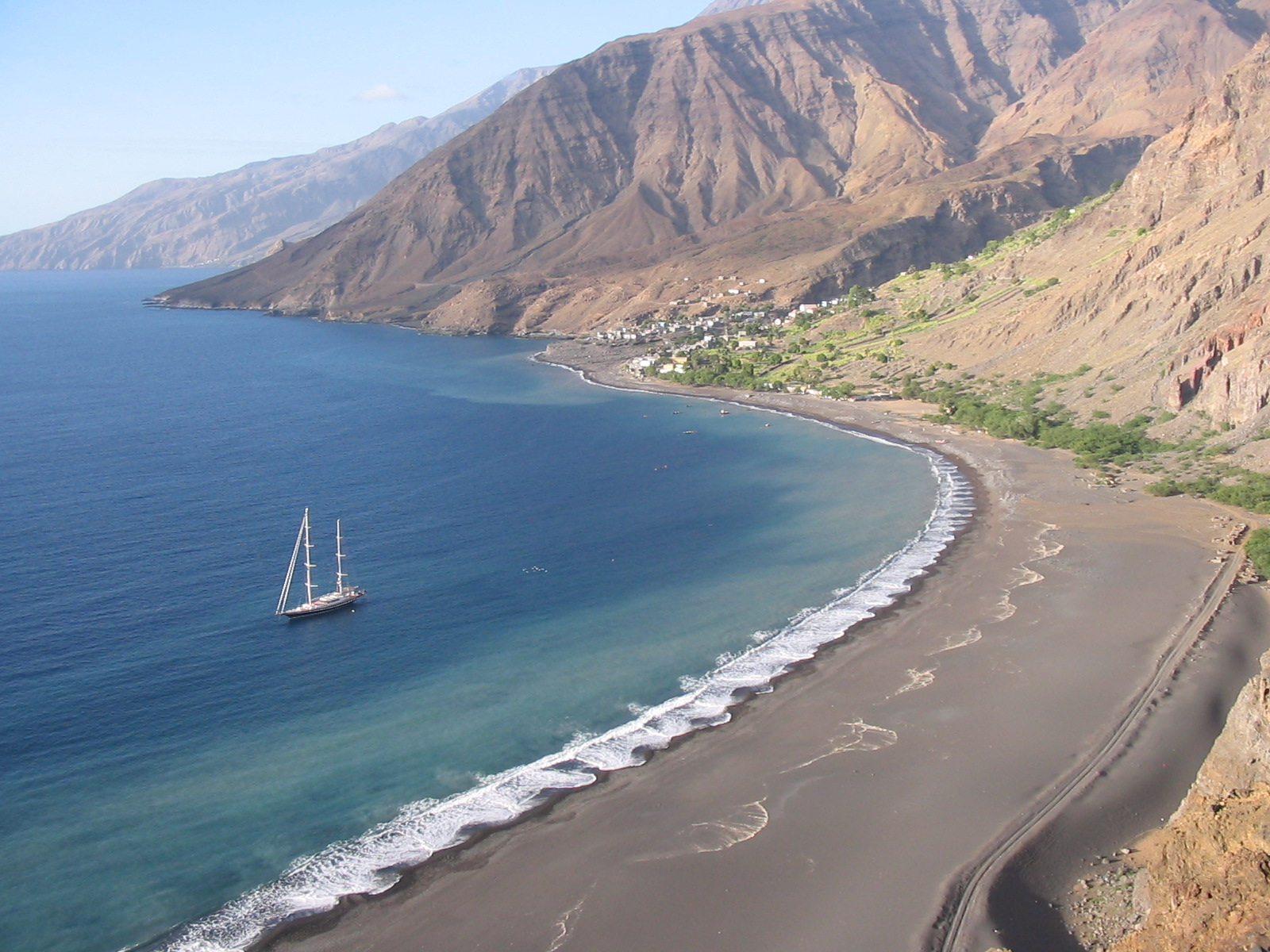
Playa en Tarrafal de Monte Trigo

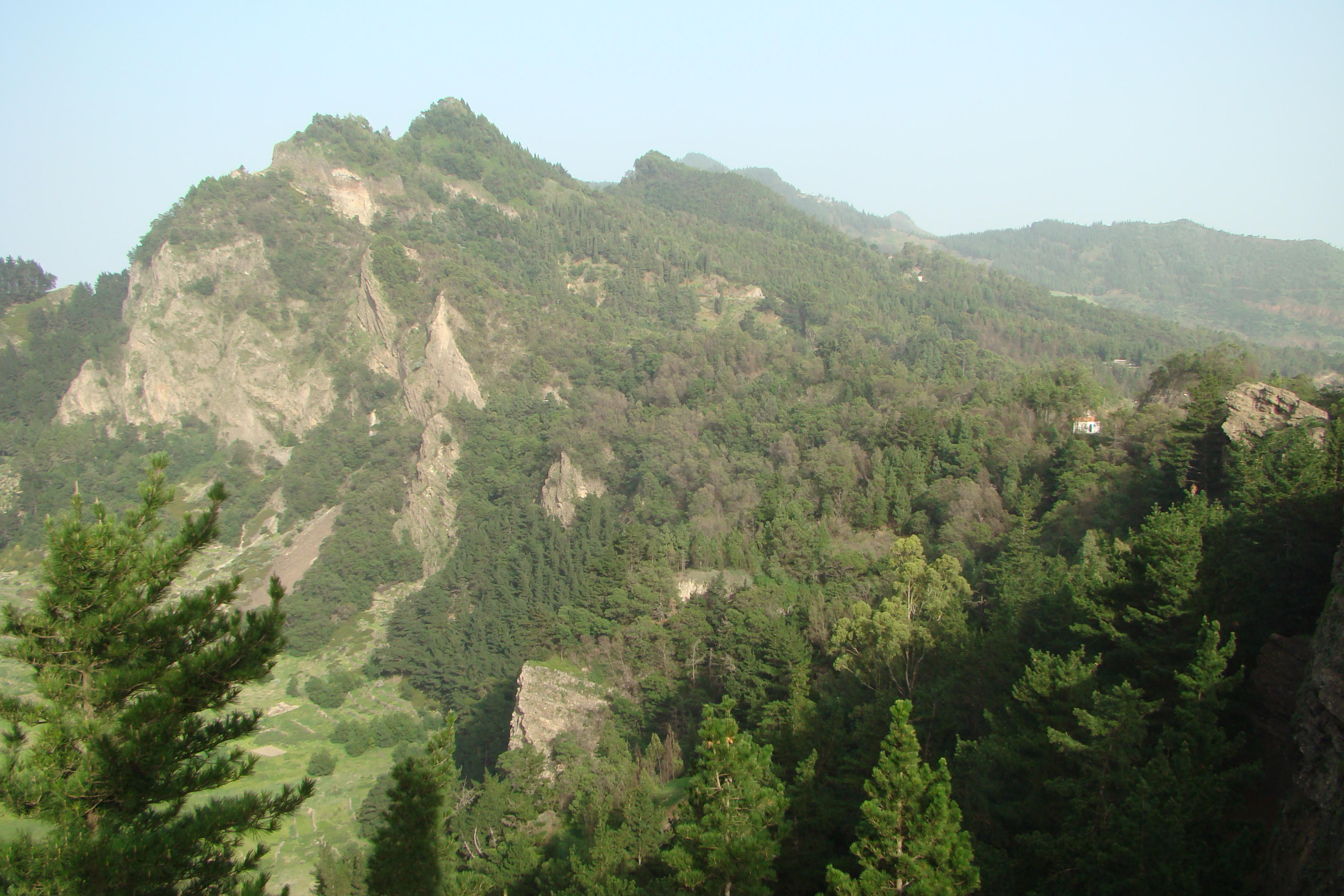
Pico da Cruz, visto desde la "Estrada da Corda"

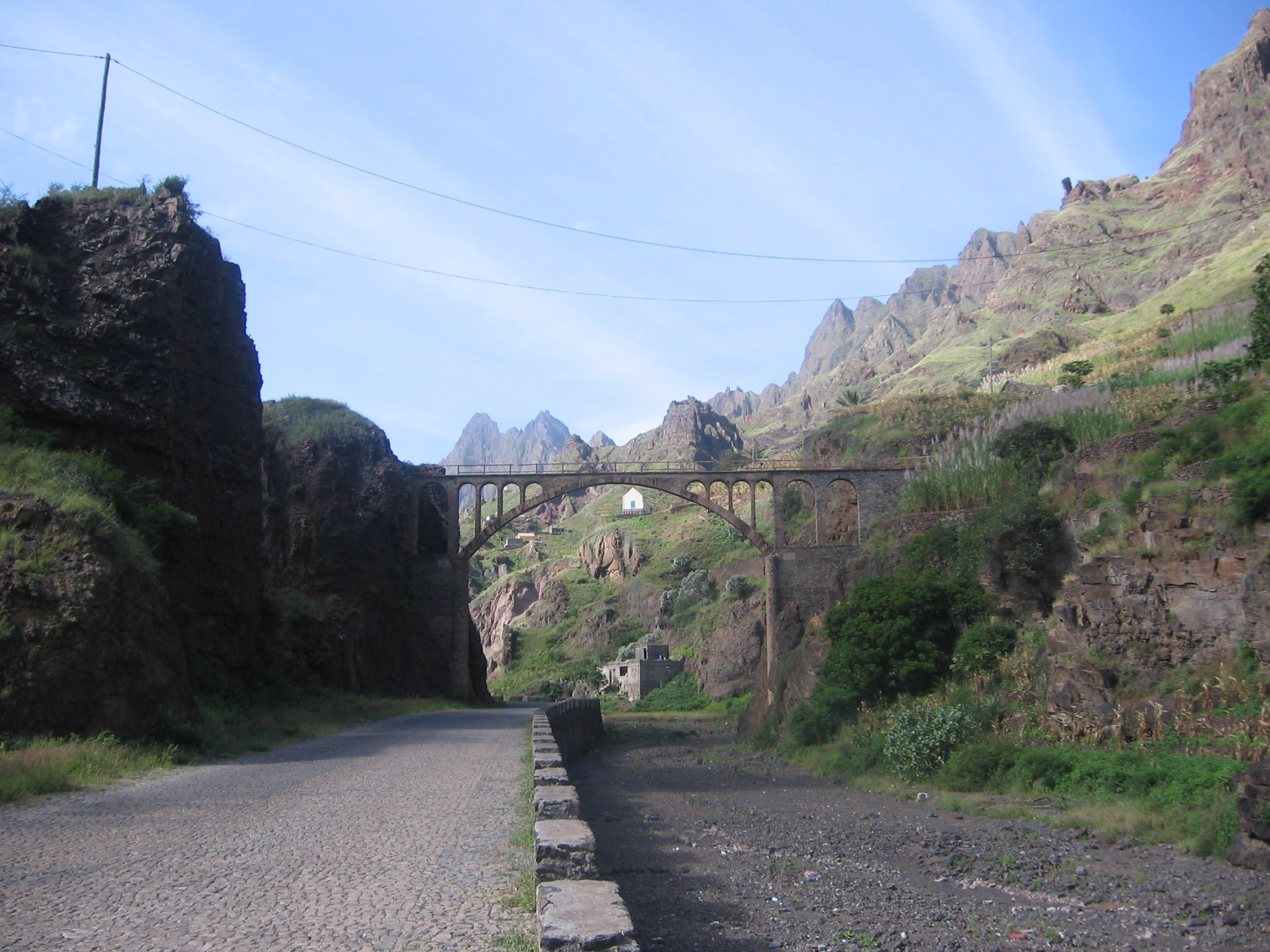
Acueducto en Ribeira Grande.

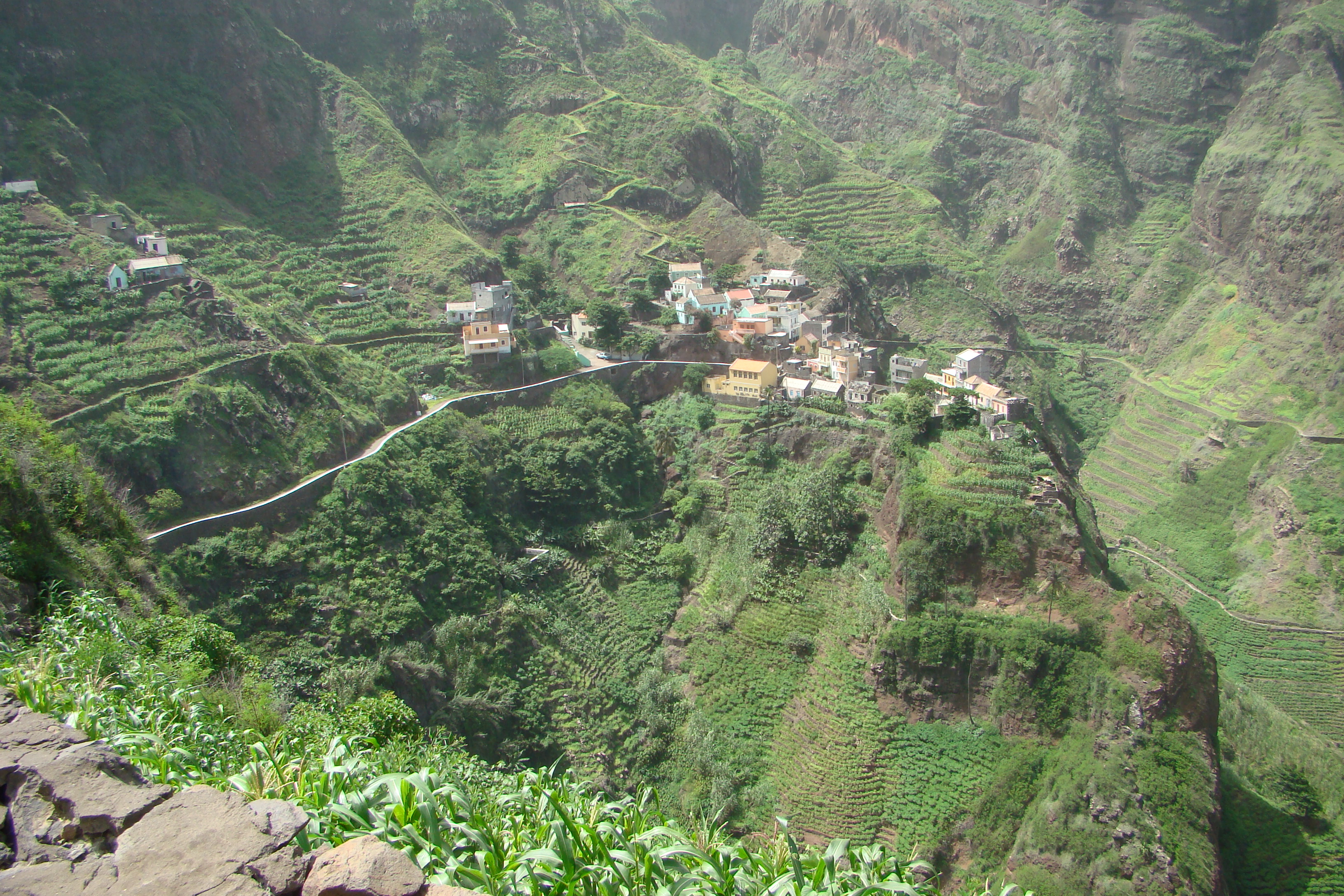
Localidad de Fontainhas, cerca de Ponta do Sol

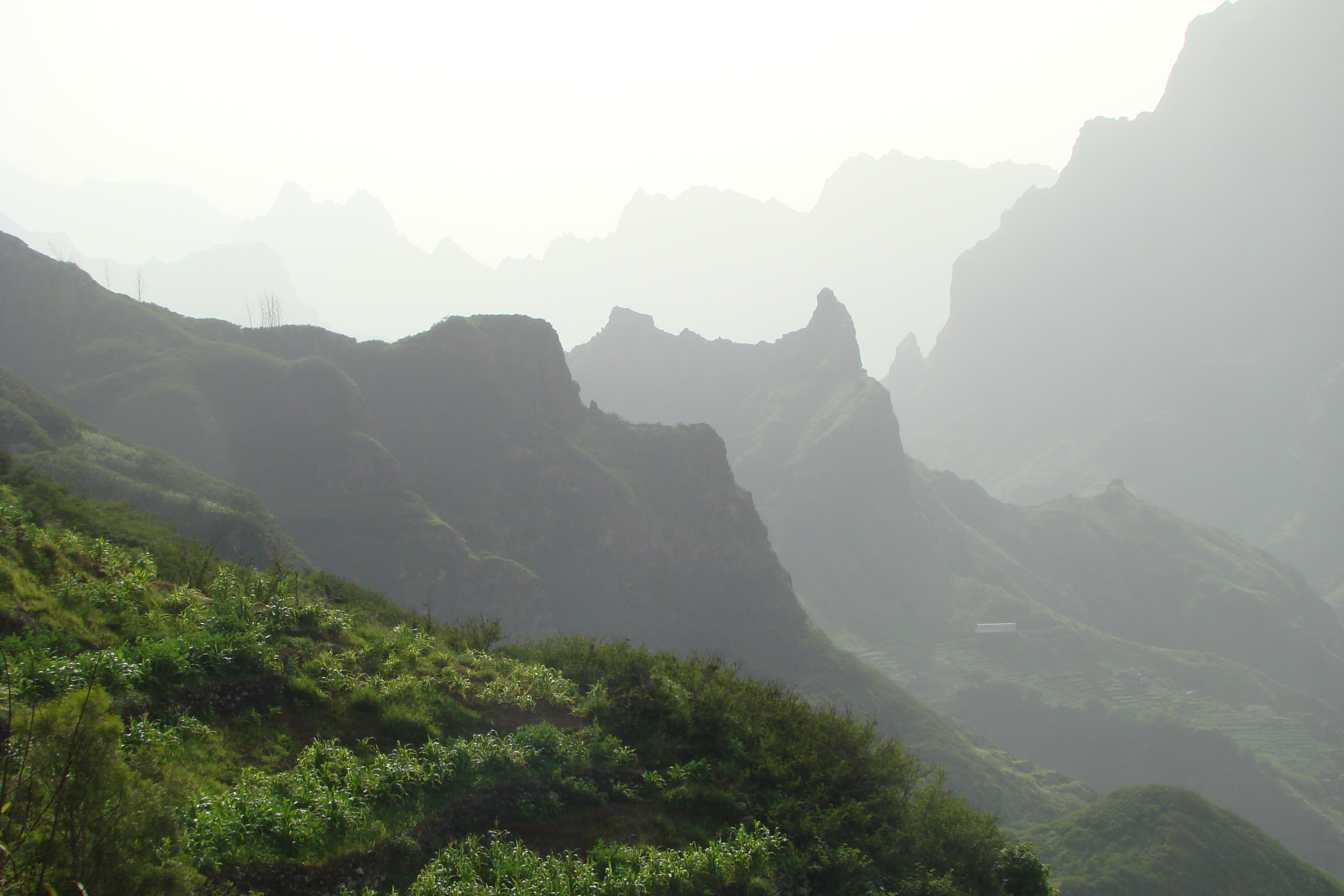
Cabecera del Valle de Ribeira Grande, al atardecer

Santo Antão es una isla de Cabo Verde, situada en el archipiélago de Barlovento. Según el censo de 2020, tiene una población de 36 632 habitantes y una densidad de 47,02 hab/km².
Es la segunda mayor del país en superficie (779 km²) y la tercera en población, con una longitud máxima de aproximadamente 40 km y unos 20 km en su parte más ancha.
De origen volcánico, Santo Antão es la isla más septentrional y occidental de Cabo Verde y la más alejada del continente africano, por lo que su extremo oeste es considerado el punto más occidental de África. El canal de São Vicente la separa de la cercana isla homónima.
Una cadena de montañas, tenida durante mucho tiempo como inaccesible, separa la isla entre norte y sur. Los principales asentamientos urbanos se encuentran en la costa oriental: La villa de Ribeira Grande, Porto Novo —puerta de entrada de gentes y mercancías venidas de São Vicente— y Ponta do Sol, donde se localizaba el único aeródromo de la isla, actualmente sin uso.

## Geografía
Santo Antão es la isla más grande de la región de Barlovento y su punto más elevado es el Topo da Coroa, volcán inactivo con 1979 m s. n. m., que se destaca de una zona planáltica en el noroeste de la isla. Le sigue el Gudo de Cavaleiro, con 1811 m, en el centro insular, y el Pico da Cruz, con 1584 m, al nordeste, con su caldera volcánica (Cráter de Cova), cabecera del exuberante Valle de Paul.
Desde 1999, se ha observado una continua elevación de la temperatura del agua del mar en la región de la Punta del Sol, lo que lleva a los vulcanólogos a admitir que es creciente el riesgo de nuevas erupciones en dicha área. La parte de la isla vuelta al sudeste es casi completamente árida, mientras que la zona nordeste goza de lluvias relativamente regulares y es razonablemente verde. No es de extrañar, pues, que la mayoría de la población se concentre en esta parte de Santo Antão.
Muchos volcanes son relativamente jóvenes y tienen calderas. Las montañas están compuestas de basalto y se yerguen a centenares de metros de altura. Los valles son el resultado de una fuerte erosión.

## Historia
El nombre Santo Antão fue dado por el navegador portugués Diogo Afonso, que descubrió la isla el 17 de enero de 1462, en consonancia con el santo del día del descubrimiento, tal como ocurrió con otras islas del grupo: São Vicente, São Nicolau y Santa Luzia. Deshabitada antes del descubrimiento, permaneció un tiempo sin colonizar hasta que el Tratado de Tordesillas, suscrito en 7 de junio de 1494, entre Portugal y el Reino de Castilla, determinó la división de las áreas de influencia de los países ibéricos, estableciendo que serían para Portugal las tierras «descubiertas y por descubrir» situadas antes de la línea imaginaria que demarcaba 370 leguas (1770 km) al oeste de la isla de Santo Antão, y al otro reino ibérico las tierras que se quedaran al otro lado de esa línea.
Comenzó a ser colonizada, con poco éxito, en 1548, pasando después, ya en el siglo XVII, a ser propiedad del conde de Santa Cruz. En este periodo, pobladores de las islas de Santiago y Fogo, junto con colonos venidos del norte de Portugal, fundaron la localidad de Povoação, la actual villa de Ribeira Grande, en la zona norte de la isla. En 1724, fue vendida a los ingleses, aunque regresaría pronto a manos portuguesas, conformándose administrativamente como dependiente de Sao Vicente, cuya capital, Mindelo, se fundó en 1838. A mediados del siglo XIX, Santo Antão se separa administrativamente, convirtiéndose en ayuntamiento independiente.

## Economía
Santo Antão es una isla eminentemente agrícola con un incipiente turismo. La pesca tiene también un papel importante en la economía de la isla. La puzolana es explotada en la isla de Santo Antão por una unidad industrial en Porto Novo.

### Agricultura
Las principales producciones son caña de azúcar, ñame, mandioca, banana, mango y maíz. Una densa red de levadas y reservas permite la recolección y el almacenamiento de agua de los arroyos a diferentes niveles, para su distribución por los cultivos de regadío de las terrazas de las laderas.
La caña de azúcar fue introducida por los musulmanes en la península ibérica, hacia el siglo VIII, y fueron los portugueses quienes la trasladaron a las islas de la Macaronesia, primero a  Madeira (de donde saltó a las islas Canarias), y más tarde a Cabo Verde, donde se convirtió en el principal cultivo de la isla de Santo Antao hacia mediados del siglo XIX. De la caña de azúcar se produce la miel de caña y el grogue, un tipo de cachaza o aguardiente, producido localmente y muy popular en todo el archipiélago. En el Valle de Paul aún se conservan en uso varios trapiches donde se destila grogue.

### Turismo
En los últimos años, el turismo se ha convertido en una industria de importancia creciente. El paisaje escarpado, contrastando áreas verdes con regiones absolutamente secas, y una red de caminos de acceso a las poblaciones y a los campos de cultivo esparcidos por los diferentes valles son un fuerte atractivo para los turistas con interés en el senderismo, el turismo de aventura y el ecoturismo. Entre los núcleos más destacados para estas actividades, se encuentran Passagem (en el valle de Paul), Fontainhas, Chá de Igreja o Corda, situadas todas ellas en el macizo oriental; o Monte Trigo y Mourinho de Égua, en la zona occidental.
Hoy en el interior de los valles se pueden encontrar pequeñas organizaciones empresariales con el objetivo de explotar el turismo.

## Transporte y comunicaciones

### Transporte marítimo

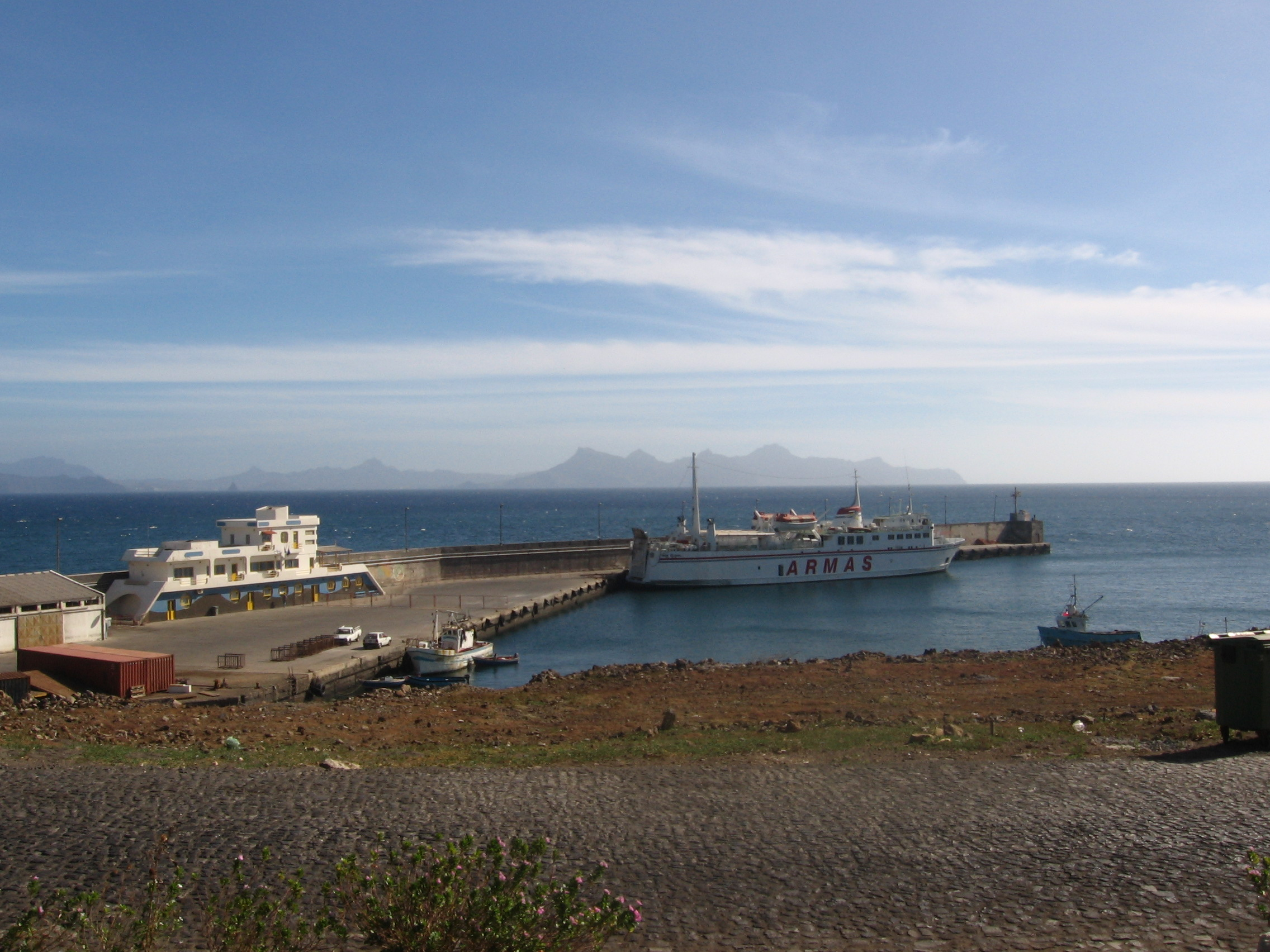
Puerto de Porto Novo

El acceso por mar se hace a través de Porto Novo, en la vertiente sur, donde está situado el principal puerto de la isla de Santo Antão. Hay conexiones diarias regulares con Mindelo, en la vecina isla de São Vicente, a sólo una hora de viaje. El puerto de Porto Novo fue inaugurado en 1962 y ampliado, para adaptarlo a barcos de mayor calado, en 2012. Posee un muelle de 245 metros de largo y una terminal cubierta con un área de 450 m².

### Transporte aéreo
Hasta hace unos años, existía un pequeño aeródromo, cerrado después por razones de seguridad, que estaba localizado en Ponta do Sol y que se encuentra en desuso. Se denominaba Aeródromo Agostinho Neto, en homenaje al antiguo presidente de Angola, que, al inicio del año 1960, vivió durante algún tiempo en Ponta do Sol, donde había sido deportado.

### Red viaria

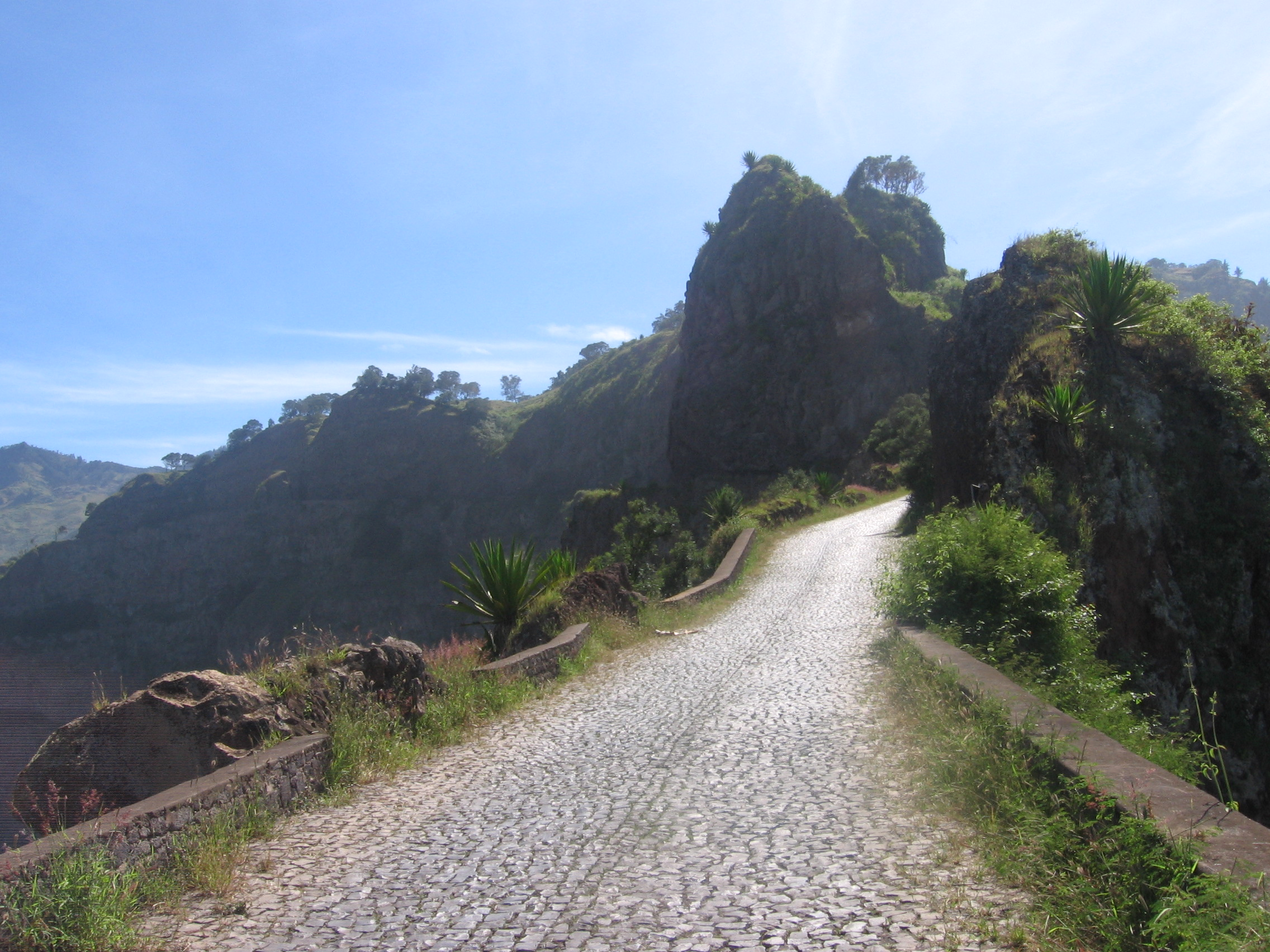
Estrada da Corda

Son cinco las principales carreteras que tiene la isla, aunque hay otras menores que permiten acceder a los valles o a puntos de la costa. En todos los casos, salvo en uno, se trata de carreteras pavimentadas con adoquines de pequeño tamaño y construidas a mediados del siglo XX.
- La nueva carretera Porto Novo-Janela, inaugurada en 2009, es la única carretera asfaltada, y permite el acceso a los municipios del Paul y Ribeira Grande, bordeando la costa nordeste de la isla. La carretera tiene cerca de 23 kilómetros de recorrido, incluyendo los dos primeros túneles viales de Cabo Verde: el túnel del Faro y el túnel de Santa Bárbara, con 240 y 340 metros de longitud respectivamente. Esta carretera continúa desde Pontinha da Janela, ya con trazado antiguo y empedrada, hasta Vila das Pombas, Ribeira Grande y Ponta do Sol.
- La carretera conocida como Estrada da Corda, une Porto Novo con Ribeira Grande, y se desarrolla espectacularmente en la línea de cumbres que separa los valles de Ribeira Grande y de Ribeira de la Torre. Hasta 2009 era la única vía de comunicación entre las dos ciudades más importantes de la isla. Su construcción, en los años sesenta del siglo XX, había llevado al declive del puerto de Boca da Pistola, en Ponta do Sol, como puerta de entrada de la isla.
- La carretera entre Porto Novo y Ribeira da Cruz, en la costa norte de la isla, atraviesa igualmente el macizo central, y es aún hoy el único acceso a esta zona de la isla. De esta carretera, sale la carretera de Tarrafal, que bordea al pico de Tope de Coroa, el más alto de la isla, alargándose hasta Monte Trigo, en el extremo occidental.
- Finalmente, la carretera Ribeira Grande-Horta da Garça, actualmente en construcción en un nuevo tramo hasta Cruzinha da Garça, un pequeño pueblo pesquero de la costa norte.
El transporte de personas por carretera se realiza, de forma casi exclusiva, mediante los aluguers, medio de transporte semi-público consistente en una van de diez o doce plazas, de titularidad privada aunque con licencia municipal, que realiza un trayecto más o menos preestablecido y va recogiendo viajeros (y pequeñas mercaderías) a lo largo de la ruta. En función del trayecto realizado, el viajero paga un precio establecido por el ayuntamiento. Funcionan de forma equivalente a los autobuses de línea y a lo taxis (pues pueden ser alquilados por un solo viajero), transportes ambos que no existen en la isla.

## División administrativa

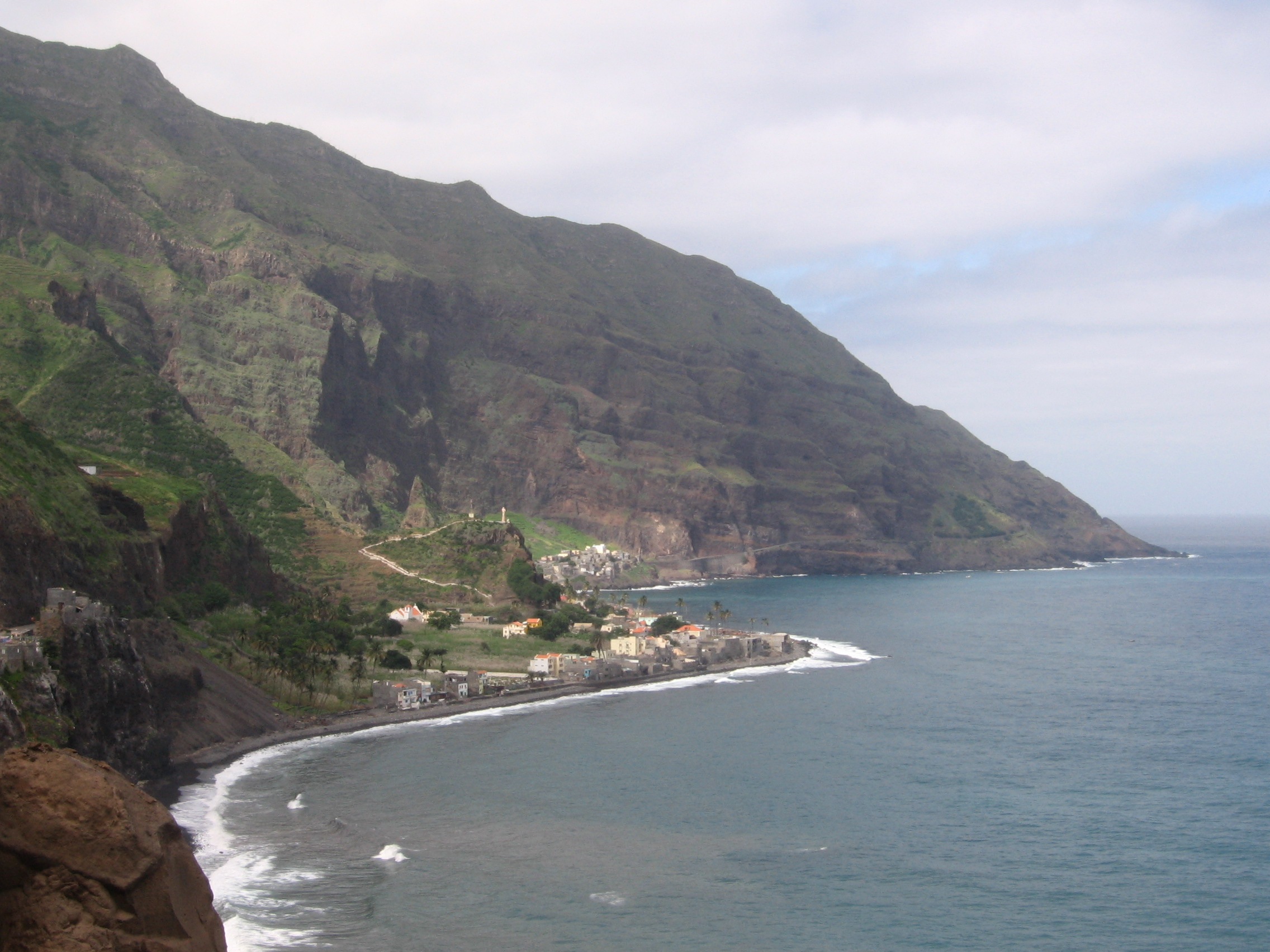
Vila das Pombas.

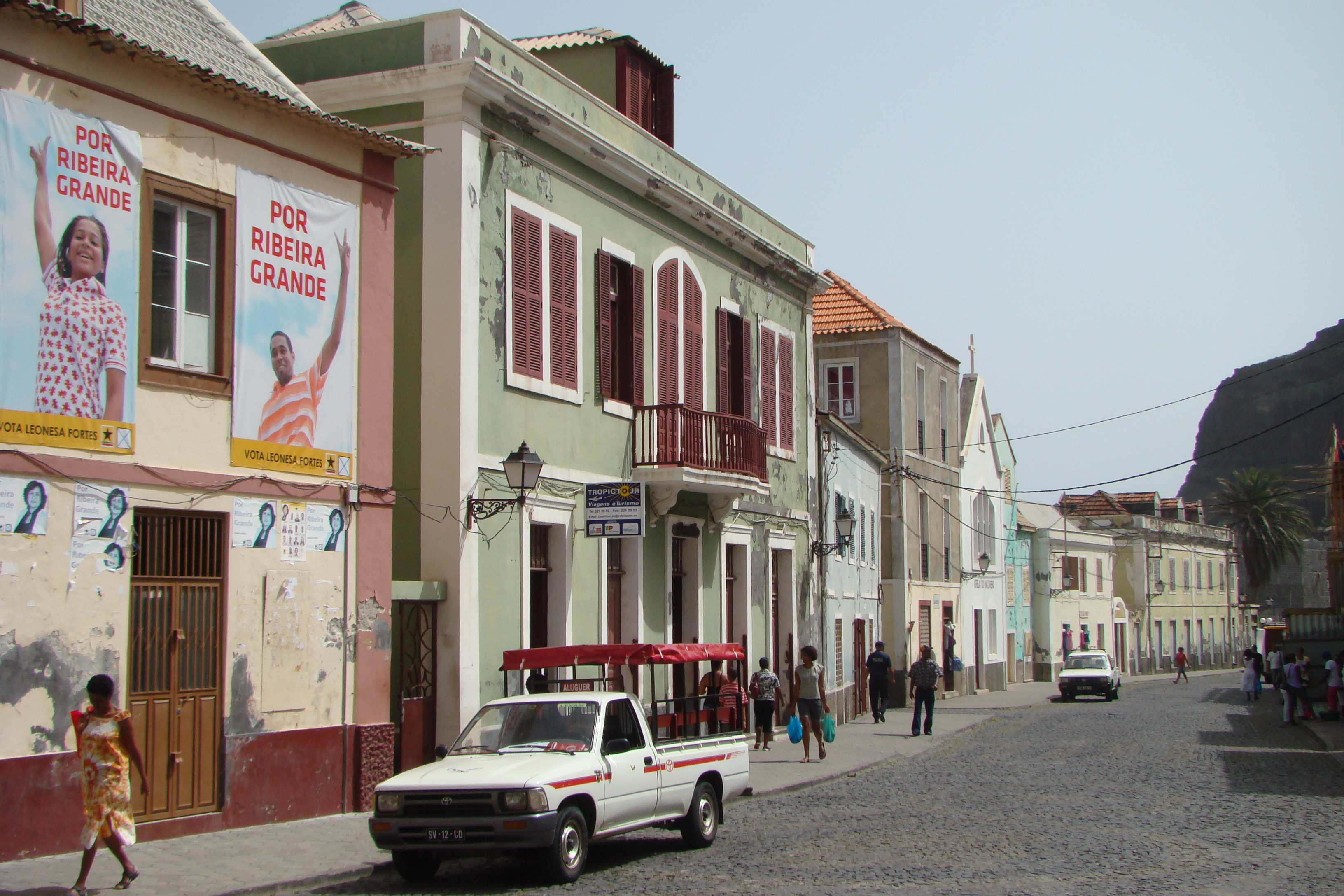
Arquitectura colonial portuguesa en una calle de Ribeira Grande (2012)

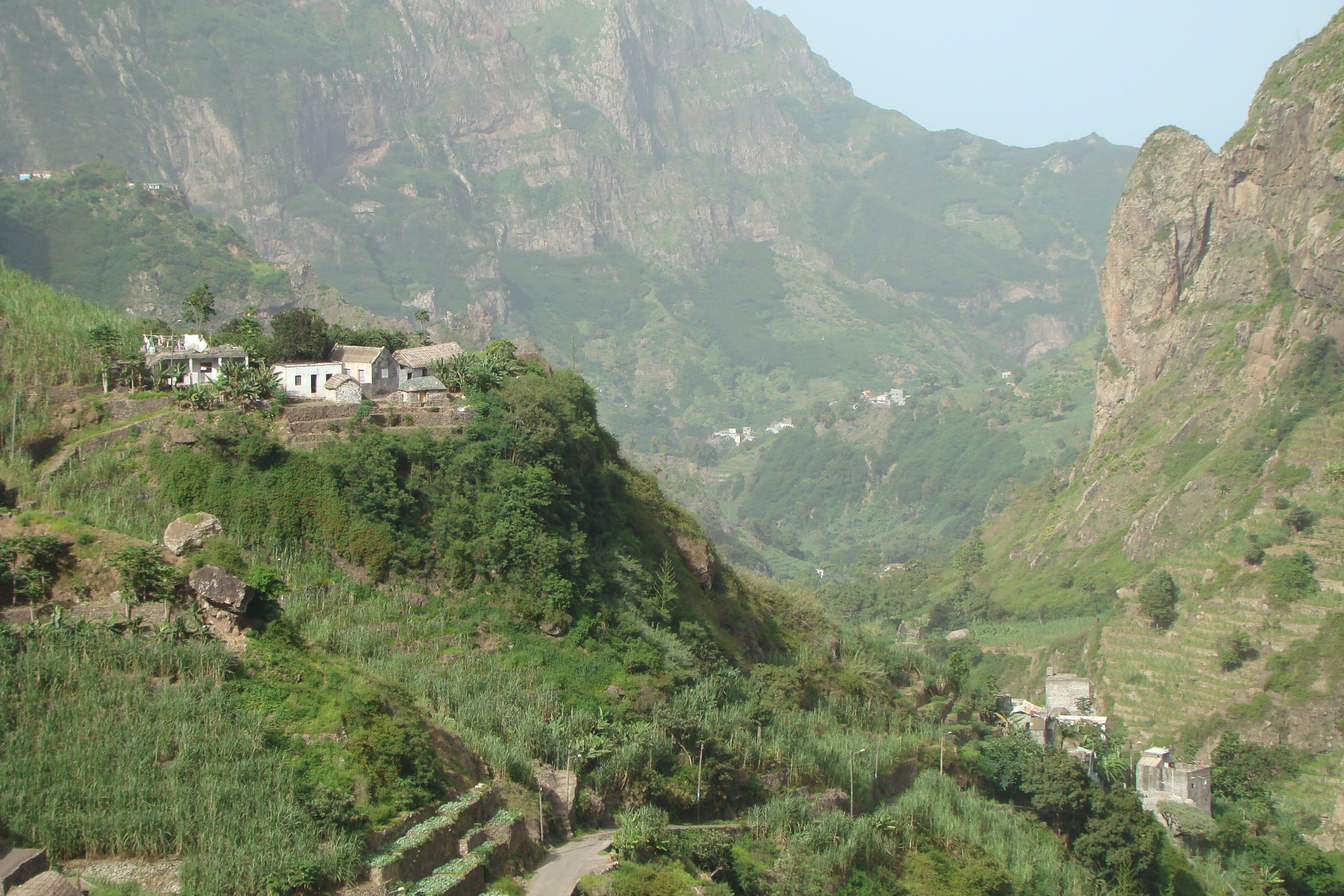
El Valle de Paul, visto desde Cabo da Ribeira

La isla de Santo Antão está dividida actualmente en tres municipios o concelhos, que se subdividen a su vez en siete freguesias:
- Municipio de Paul:
  - Santo António das Pombas
- Municipio de Porto Novo:
  - São João Baptista
  - Santo André
- Municipio de Ribeira Grande:
  - Nossa Senhora do Rosário
  - Nossa Senhora do Livramento
  - Santo Crucifixo
  - São Pedro Apóstolo

Sin embargo, hasta 1971, antes de la independencia, existía un único municipio, el de Santo Antão, que se organizaba en cinco freguesias:
- - Santo António das Pombas,
  - Nossa Senhora do Rosário,
  - Santo Crucifixo,
  - São Pedro Apóstolo,
  - São João Baptista.

Anteriormente, desde 1867 hasta finales del siglo XIX, existió un concelho do Paul.